# Albert Sabin
Albert Bruce Sabin, rodným jménem  Abram Saperstejn  (26. srpna 1906, Białystok – 3. března 1993, Washington) byl americký lékař-imunolog židovského původu, narozený na území někdejší ruské říše, v místě dnes ležícím na území Polska. Vynalezl orálně podávanou vakcínu proti dětské obrně, která tak nahradila starší, injekčně podávanou vakcínu Jonase Salka. Sabinova vakcína byla přijata po celém světě a pomohla výrazně snížit počet případů dětské obrny.

## Život

### Původ a začátek kariéry
Pocházel z židovské rodiny, která v roce 1921 opustila Polsko a usadila se ve Spojených státech, kde měla dobře situované příbuzenstvo. S jejich podporou začal  studovat ve škole pro dentisty, ale po dvou letech přešel na studium medicíny. Pod vlivem významného imunologa, profesora W.H.Parka se začal zajímat o bakteriologii.
V roce 1930 se stal naturalizovaným občanem Spojených států a změnil si jméno na Albert Bruce Sabin.  V roce 1931 získal lékařský titul na univerzitě v New Yorku.  Začal svou kariéru v Rockefellerově institutu pro lékařský výzkum. Jeho vědecký zájem se soustředil na výzkum v oblasti infekčních chorob, především dětské obrny. V roce 1939  se přestěhoval do Cincinnati a v  Národním institutu zdraví (NIH) při tamní univerzitě  se zabýval studiem virů a vývojem vakcíny. Během druhé světové války byl podplukovníkem v americkém armádním lékařském sboru a pomohl vyvinout vakcínu proti japonské encefalitidě. 

### Orální vakcína proti dětské obrně
Ve 40. a 50. letech 20. století Sabin a jeho tým pokračovali v práci na vývoji vakcíny proti dětské obrně. V roce 1956 se jim podařilo vyrobit  orální vakcínu, která používala oslabený živý virus ke stimulaci imunitní reakce v těle. Podávala se snadněji a byla účinnější než dřívější injekční verze vakcíny vyvinutá Jonasem Salkem, která byla vyrobena z mrtvých virů. Výroba vakcíny byla také levnější a mohla se snadněji distribuovat, což z ní udělalo klíčový nástroj v celosvětovém boji proti dětské obrně. Sabinova vakcína  byla poprvé testována roku 1957 a krom snadnější aplikace byla efektivnější a měla delší účinek. Při zavádění vakcíny musel Sabin svést boj s americkou zdravotní agenturou, která dlouho preferovala vakcínu Salkovu. Větší pochopení našel v Sovětském svazu (především zásluhou sovětského mikrobiologa Michaila Chumakova) a také v Československu, kde se na přelomu padesátých a šedesátých let 20. století uskutečnila akce masového očkování dětí proti obrně Sabinovou vakcínou. V roce 1959 Sabin osobně navštívil Československo.  V roce 1961 bylo Československo vyhlášeno prvním státem na světě, kde byl virus zcela vymýcen.  Ve Spojených státech získala orální vakcína oficiální licenci až počátkem šedesátých let (1961–1964), takže zatímco Sověti Sabinovu vakcínu již masivně využívali, běžným Američanům nebyla dostupná. Sabin odmítl patentovat svou vakcínu a vzdal se komerčního využití farmaceutickým průmyslem, aby nízká cena zaručila její rozsáhlejší uplatnění. Stala se preferovanou vakcínou pro použití po celém světě a hrála hlavní roli při vymýcení dětské obrny v mnoha zemích.

### Další etapa života
Sabin vyvinul léky i proti encefalitidě a horečce dengue. Kromě toho zkoumal možný vliv některých virů na vznik některých forem rakoviny. Sabin také vyvinul sérologický test na toxoplazmózu (Sabin–Feldmannův test).
V letech 1969–1972 žil v Izraeli , kde působil jako prezident Weizmannova vědeckého ústavu v Rechovotu. Po svém návratu do Spojených států působil do roku 1982 jako profesor na lékařské univerzitě v Jižní Karolině. Později se přestěhoval do oblasti Washingtonu, D.C., kde působil jako rezidentní vědec v Mezinárodním centru Johna E. Fogartyho při Národním institutu zdraví v Bethesdě.
Od roku 1983 v důsledku artrózy krční páteře trpěl silnými bolestmi a téměř ochrnul. V roce 1992 se podrobil operaci, ale o rok později zemřel na selhání srdce.
Sabin zemřel 3. března 1993 ve Washingtonu, DC a je pohřben na Arlingtonském národním hřbitově.. 
Za své přínosy v medicíně získal řadu vyznamenání a ocenění. V USA roku 1970 získal Národní vyznamenání za vědu, roku 1986 Prezidentskou medaili svobody. V zahraničí Cenu Roberta Kocha (Německo 1962), Feltrinelliho cenu (Itálie 1964), Řád přátelství mezi národy (SSSR 1986). Od roku 1951 byl členem Národní akademie věd a od roku 1955 Americké akademie věd a umění. 